# Carl Proske
Carl Proske (født 11. februar 1794 i Gröbnig ved Leobschütz, Oberschlesien, død 20. december 1861 i Regensburg) var en tysk musikolog.
Proske studerede oprindelig medicin og gjorde i Napoleonskrigene tjeneste som militærlæge, men vendte sig senere til teologien og musikken. I 1826 blev han præsteviet i Regensburg, blev senere korvikar, kanonikus og domkapelmester sammesteds. Hans kostbare bibliotek overgik ifølge testamente til det biskoppelige bibliotek i Regensburg.
Af den katolske kirkemusiks reform har Proske indlagt sig stor fortjeneste, særlig ved genoplivelsen af mesterværkerne fra Palestrinas tidsalder. Hans store værk Musica divina (4 bind), hvori han har udgivet en betydelig del af de vigtigste værker fra hin periode, er et vigtigt kildeskrift for forskningen og tillige af stor værdi for praktisk brug.